# NOR型フラッシュメモリ

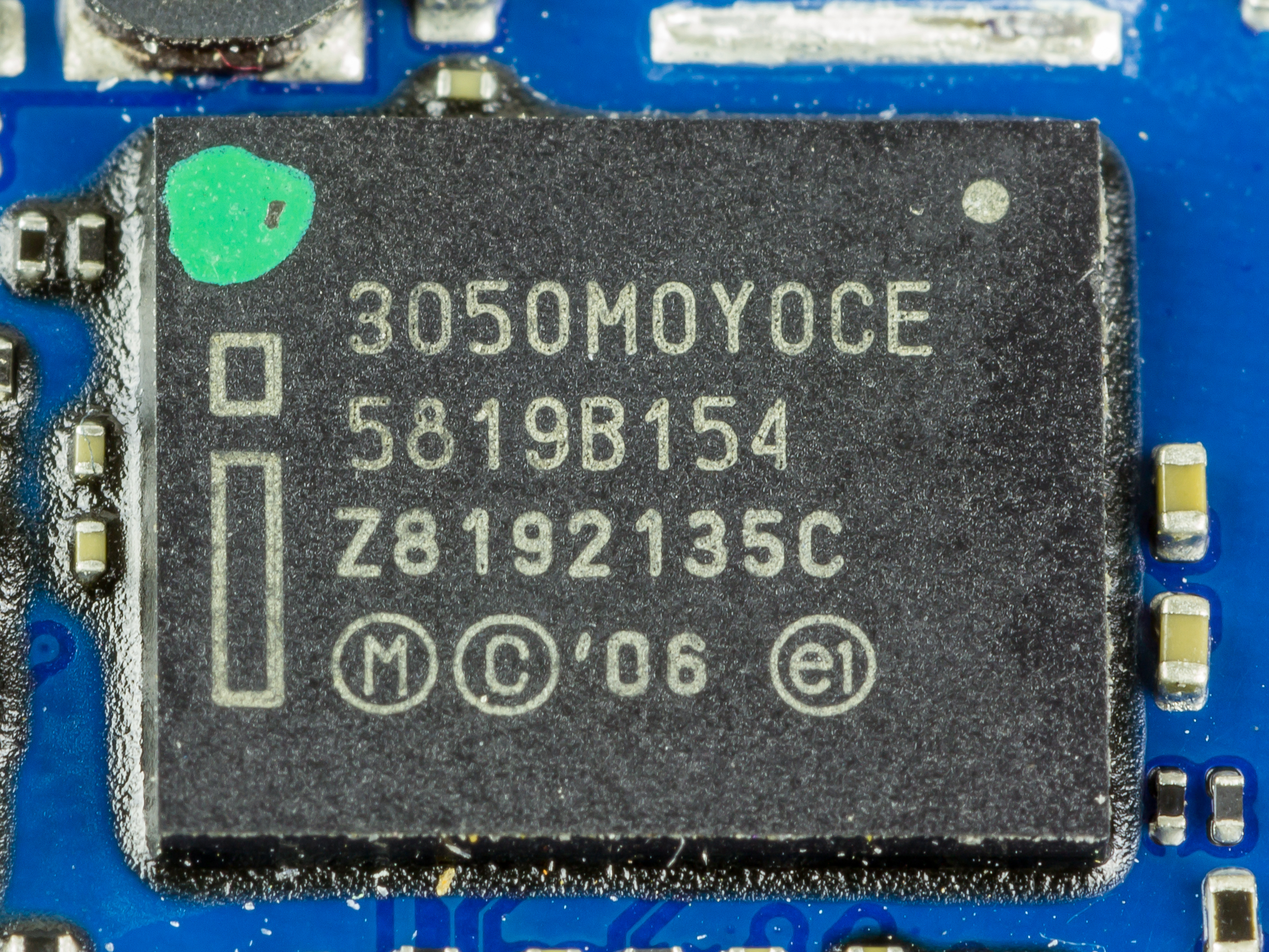
NOR型フラッシュメモリ

NOR型フラッシュメモリの等価回路と構造
すべての記憶セルがビット線とGNDに接続されている

NOR型フラッシュメモリ（ノアがたフラッシュメモリ）は、フラッシュメモリの一種である。
NAND型フラッシュメモリとは異なり、データの読み出しにおいて、RAMと同様にアドレス指定によるアクセスができ、コードをRAMにコピーすることなく直接実行すること(execute in place)が可能。
データの書き込みについては、一度ブロック単位で消去した後、書き込むという手順を踏む。この手順についてはIntel系コマンドやAMD系コマンドなどがあるが、チップの特性情報を読み出すコマンドは共通フラッシュメモリインターフェース(Common Flash memory Interface) として標準化されている。用途として、マイコンをはじめ、高い信頼性が求められるルーター、プリンター、デジタルカメラ、GPS、車載機器、携帯電話やPDAなど、どれもハードディスクが使用できない環境でファームウェアの格納等に使われる。
従来はデータの信頼性にも優れ、NAND型フラッシュメモリで必要なエラー訂正(ECC)が不要であるとされていたが、半導体プロセスの微細化によってソフトエラー等が無視できないレベルに達したため、現在ではNORフラッシュでもECCの利用が必要である。
読み出し速度、ランダムアクセスが高速な一方、NAND型に比べ、集積度が劣る、書き込みが遅いなどの欠点が挙げられる。
NAND型に比べ、高い信頼性を特長とするNOR型は、従来のROMの代わりにファームウェアを格納するメモリとして基板に直接実装される形で利用されていることが多い。特に、CPU起動およびリセット直後のプログラムカウンタが示すアドレスのメモリをNOR型フラッシュメモリとすることにより、CPU起動およびリセット後に直ちにフラッシュメモリ上のブートコードを実行することが出来る。また、近年マルチビット化により大容量化が進み、1チップで1Gビットの製品も発表され、NAND型に対抗できる製品も出てくるようになった。これらの製品では、書き込み時の高速化および消費電力が改善、集積度の向上などが図られている。